# Syriska städer och byar förstörda i arab-israeliska-konflikten

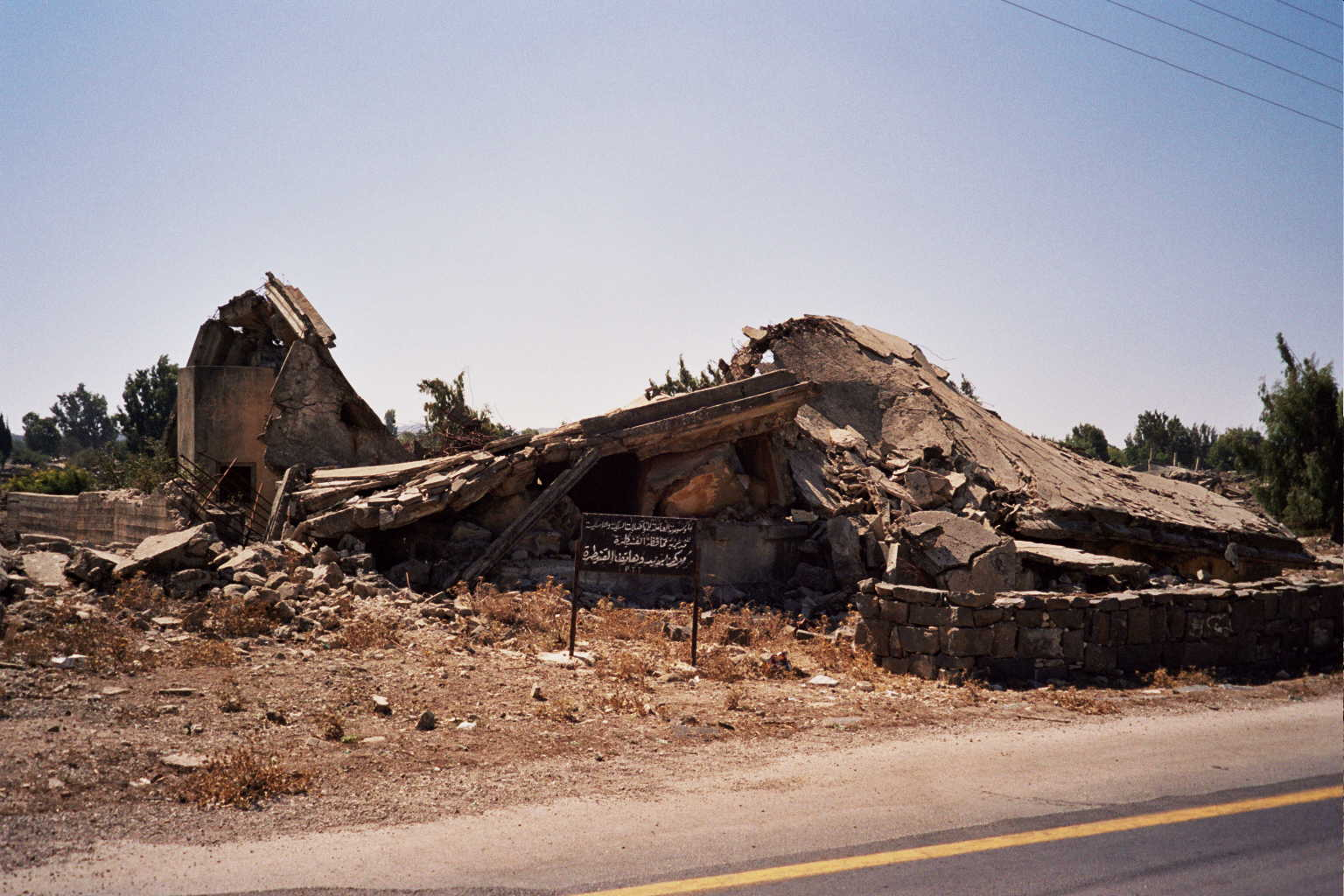
Förstörd byggnad i Quneitra

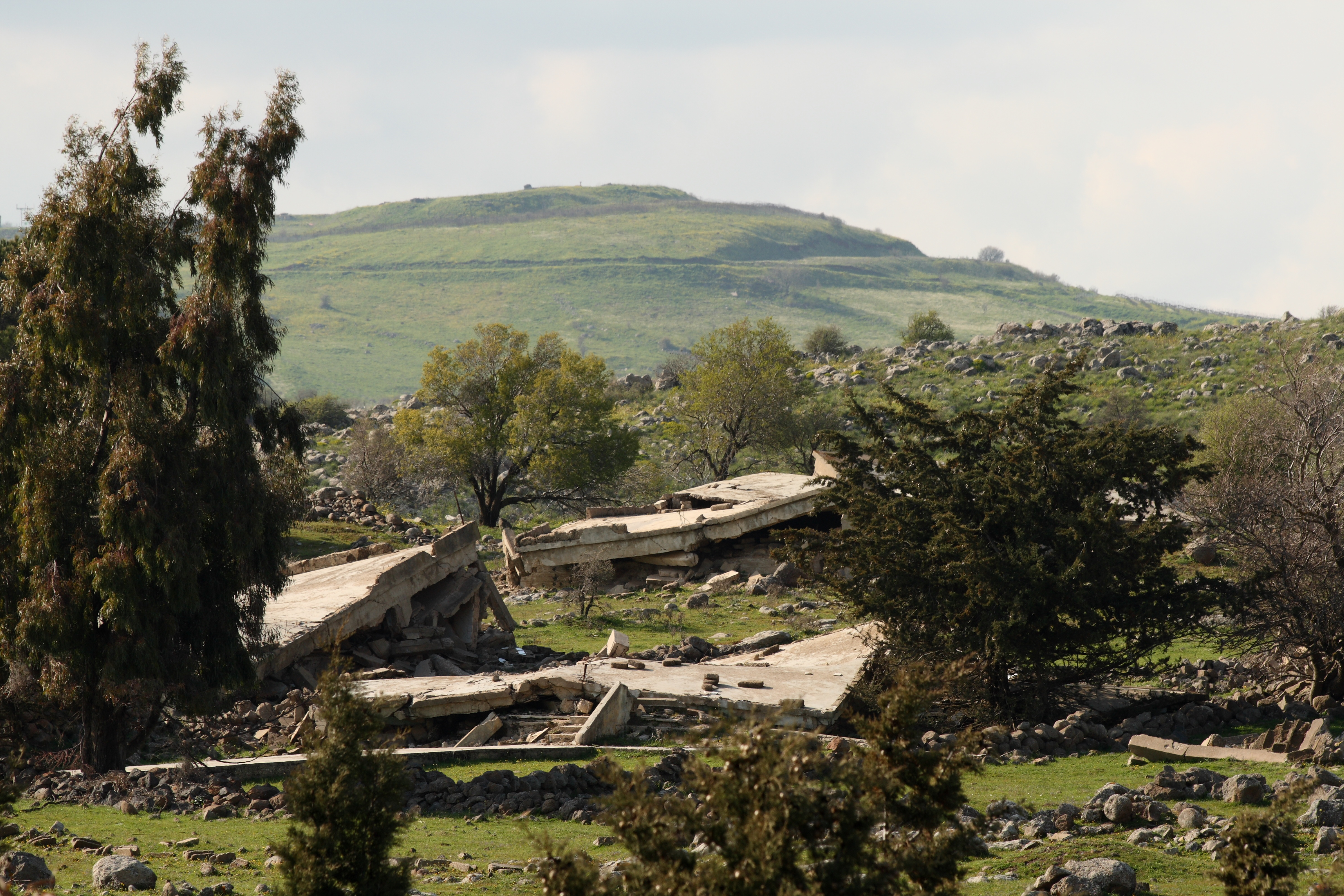
Förstörda byggnader i Quneitra

Innan 1967 bestod syriska samhällen på Golanhöjderna av 2 städer, 163 byar och 108 bondgårdar. 1966 bestod den syriska befolkningen på Golanhöjderna av 147 613 invånare.
Israel ockuperade cirka 70 % av Golanhöjderna vid slutet av Sexdagarskriget. De flesta av invånarna flydde området under konflikten och vissa blev evakuerade av den syriska armén, eller utdrivna av den israeliska armén.
En israelisk överhuvud för demoleringarna i Golanhöjderna föreslog att demolera 127 av de syriska byarna och att 90 av dessa skulle börja demoleras strax efter 15 maj 1968. Demoleringarna utfördes av byggentreprenörer som hade anlitats för jobbet. Efter demoleringarna gavs marken till israeliska bosättare. Det fanns en strävan att bibehålla vissa byggnader av arkeologisk betydelse och byggnader som kunde användas för de planerade israeliska bosättningarna. Efter Yom Kippur-kriget, även kallat Oktoberkriget, lämnades en mindre del av de ockuperade Golanhöjderna tillbaka till Syrien, inklusive staden Quneitra. Enligt en av FN tillsatt specialkommitté hade Israel avsiktligen förstört Quneitra innan de drog sig tillbaka från staden 1974.

## Förstörda städer och byar
| - ‘Abbasiya - Abu Foula - Abu Kheit - Ad Dalhamiy - Ad-Darbashiya - Ahmadiyah - ‘Ayn Ayshah - ‘Ayn Hur - ‘Ain al-Qura - ‘Ain Fit - ‘Ayn Maymun - ‘Ain Sa‘d - ‘Ayn Qunyah - ‘Ayn as Sumsun - ‘Ayn Ziwan - Al ‘Al - Ad Darbashiyah - Al-‘Amoudiya - Al Arba‘in - Al Baghali - Al Bajjah - Al-Bitmiyya - Al-Beira - Al-‘Eshsha - Al Fahham - Al-Faraj - Al Furn - Al-Ghadhiya - Al Ghassaniyah - Al Hajaf - Al Huwaylizah - Al-Jawkhadar - Al Jumiya - Al Karaz at Tawil - Al Khushniyah - Al-Kursi - Al Ma‘barah - Al Mashta - Al-Mihjar - Al Mughir - Al Mjeihiya - Al Nasriya - Al-Naqib - Al Qadiriyah - Al Qila - Al Qerniyat - Al-Rafeed - Al-Slouqiya al-Gharbiya - Al-Slouqiya al-Sharqiya | - Al Tawafiq - Al‘Uyun - Al-Qisbiya - Al-Yahoudiya - Al Yaqusah - Ala Amriya - Ala Draniya - Albutmyia - Albarjeiat - Aldalwa - Alderdara - Alghasaaniya - Aljwess - Alkbash - Al Mansurah - Almen - Almesa’diya - Alqahtaniya - Alqusaiba - Alramtaniya - Alslouqiya - As-Sanabir - As Sindiyanah - As Summaqah - Amert Lferj - Anan Hadid - As Saffuriyah - ‘Ayshiyya - Ash-sha’abaniya - ‘Azaziyat - Ar Ramthaniyah - At Tariq - Bab al Hawa - Banias - Basset Aljawkhadar - Batah - Bir al-Shquq - Dabiyah - Dabburah - Dalwa - Dabbousiya - Dair ‘Aziz - Deir mfaddil - Dayr Siras - Derdara - Ein Addisa - Ein Alhamra - Ein Alsumsum - Ein Alziwan | - Ein at-Tina - Ein Eisha - Ein Hor - Ein Maimoon - Ein warda - Ein Ziwan - Fahham - Fakhurah - Fiq - Fazarah - Ghzill - Hafar - Haytal - Humma - Husayniyah - ‘Illayqa - Jaraba - Jbab al-Mis - Jubbayn - Jirniyya - Jlaybina - Jubata ez-Zeit - Jubet Ra’abana - Jurmaiyn - Juwayzah - Juwayza al-Shamaliya - Kafr Naffakh - Kifr Alma - Kifr ‘Aqab - Kifr Hareb - Khan al Ahmar - Khirbat al Khawkhah - Khisfin - Khokha - Khueikha - Krejz al wawi - Mamwayra - Mishrfawy - Mudiriya - Mumsy - Mashfa‘ - Maz Alqunetra - Mazra‘at Barakhta - Mazra um Aliawahin - Mghar Muwaysa - Mughr Shab’a - Muwaysah - Nab - Na‘ran | - Nukhaylah - Qadriya - Qafira - Qal' al Qara‘inah - Qara‘na - Qarahta - Qasr Bardawil - Qisrin - Qila‘ - Qirz al-Taweel - Qtua sh Ali - Quneitra - Qunna‘ba - Qusaybah al Jadidah - Ramtha - Rasm Balut - Rawiyah - Razzaniya - Rijm al-Yaqousa - Sa‘id - Saffoura - Samaqa - Saraman - Seyar al-Khurfan - Seyar Idyab - Shabba - Shaikh ‘Ali - Shkum - Shqef - Shqeif - Sir Dhi'ab - Sindiyana - Sukayk - Skoufiya - Shayta - Tal ash-Shair - Tannuriyah - Umm al-Dananir - Uweinat jan - Uweinat shm - ‘Uyun al Hajal - Wasit - Z‘arta - Zibdin - Za‘urah |

### Fotnoter
Murphy, R.; Gannon, D. (2008), ”Changing the Landscape: Israel’s Gross Violations of International Law in the Occupied Syrian Golan”, Al Marsad, the Arab Center for Human Rights in the Occupied Golan, http://www.golan-marsad.org/pdfs/declans%20report.pdf